# Глазовський повіт
Гла́зовський пові́т (Глазовский уезд) — історична адміністративно-територіальна одиниця Російської імперії та РРФСР, що існувала з 11 вересня 1780 року до 1 серпня 1929 року.

## У складі Казанської губернії
У 1775 році Катерина II почала реформу місцевого управління. Була створена система намісництв, підпорядкованих генерал-губернаторам. Глазовський повіт був утворений за указом Сенату 11 вересня 1780 року «Про створення Вятського намісництва з 13 повітів». Одночасно село Глазово було перейменоване в місто Глазов і стало центром повіту. З моменту утворення повіт відносився до Вятського намісництва, що перебувало у складі Казанської губернії.

## У складі Вятської губернії
У 1796 році згідно з указом Павла I Вятське намісництво було виокремлене з Казанської губернії і наділене статусом окремої губернії. З цього року Глазовський повіт став частиною нової Вятської губернії, яка проіснувала до 1929 року. На 1917 рік повіт мав найбільшу кількість волостей — 45.

## У складі Вотської автономної області
4 листопада 1920 року декретом ВЦВК та Раднаркому РРФСР у складі Вятської губернії була утворена Вотська автономна область, до якої 5 січня 1921 року був віднесений і Глазовський повіт у складі 26 волостей. Інші волості, які лишились у Вятській губернії, утворили Омутнинський повіт.
Декретом від 8 грудня 1921 року був затверджений новий поділ Вотської АО. Із складу Глазовського повіту був виділений Дебьоський повіт (який проіснував до 1923 року). В 1924 році проводиться чергова реформа, в результаті якої проходить укрупнення волостей — з 26 лишилось тільки 15. В 1929 році проходила чергова адміністративна реформа по заміні губерній на області, в результаті якої повіти були замінені на райони і 1 серпня Глазовський повіт припинив своє існування.

## Населення
За даними на 1890 рік населення повіту становило 363 745 осіб, з них росіяни — 197 102, удмурти — 140 691, бесерм'яни — 10 449, татари та комі-перм'яки — 7 926. На 1926 рік населення становило 277 314 осіб, з них міського населення — 7 165.